# Droga wojewódzka nr 245
Droga wojewódzka nr 245 (DW245) – droga wojewódzka w województwie kujawsko-pomorskim. Łączy Gruczno z Chełmnem. W ciągu drogi występuje nieciągłość na rzece Wiśle. W miejscu tym w przeszłości (w latach 1945–1963) znajdował się most drogowy. Była to drewniana konstrukcja zbudowana przez saperów Armii Czerwonej. Po wybudowaniu obok niego nowej konstrukcji żelbetowej w ciągu obecnej drogi nr 91 został on rozebrany, a jego odbudowa nie jest planowana.
Przez Chełmno droga częściowo biegnie śladem starego szlaku Toruń – Gdańsk ulicą Powiśle po obu stronach Wisły, a także ulicą Nad Groblą.

## Miejscowości leżące przy trasie DW245
- Gruczno (S5)
- Kosowo (powiat świecki)
- Niedźwiedź (powiat świecki)
- Głogówko Królewskie
- Chełmno (DK91)